# Epiphile escalantei
Epiphile escalantei är en fjärilsart som beskrevs av Descimon och De Maeght 1979. Epiphile escalantei ingår i släktet Epiphile och familjen praktfjärilar. Inga underarter finns listade i Catalogue of Life.